# 단테 기념비

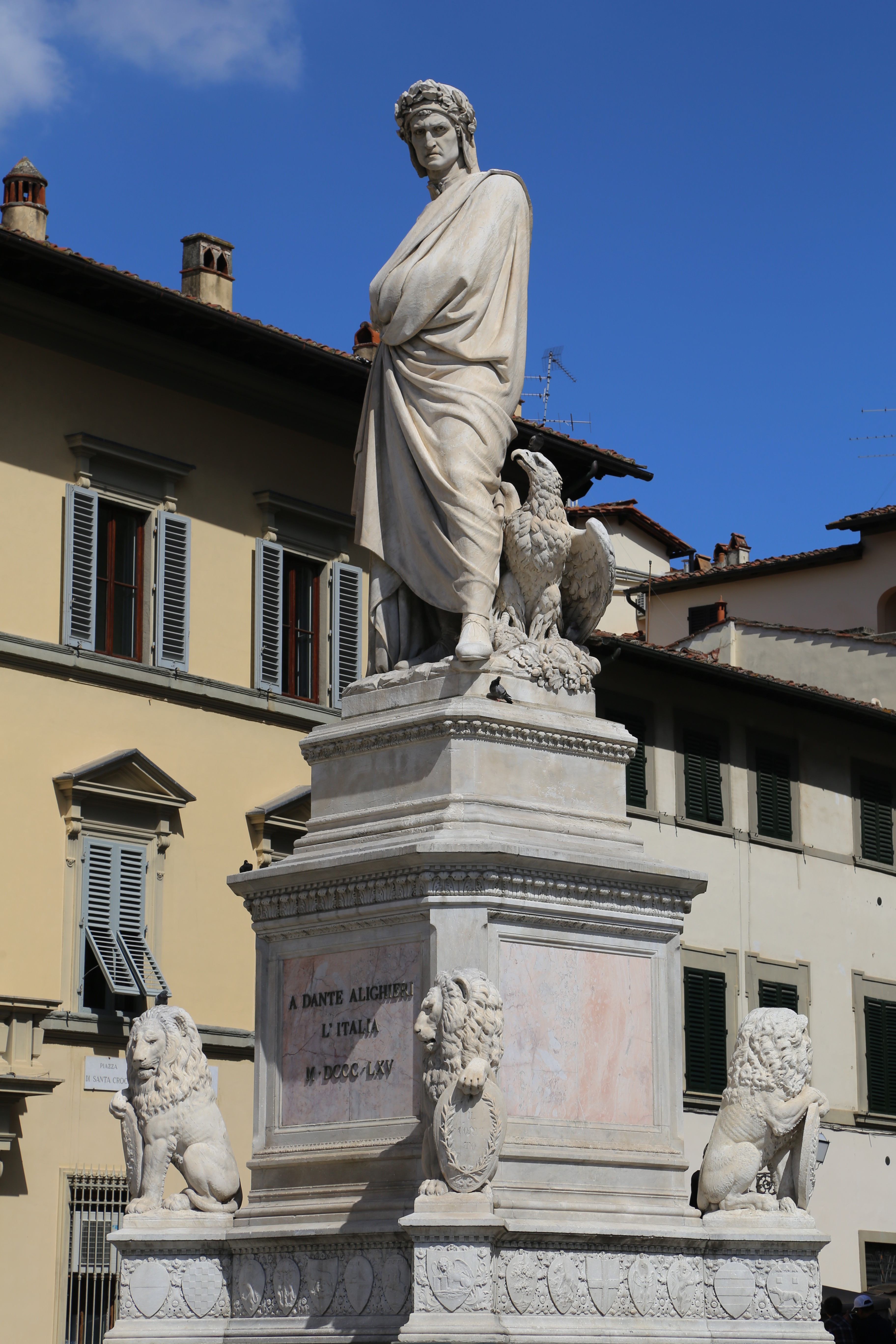
단테 조각상

단테 알리기에리 조각상(이탈리아어: Monumento a Dante Alighieri)은 이탈리아 피렌체 내 산타 크로체 성당 외부에 있는 산타 크로체 광장에 위치한 단테 알리기에리의 기념물이다. 1865년에 세워진, 이 기념물은 조각가 엔리코 파치가 만들었다.

## 역사
1850년대 초, 라벤나의 한 광장에 단테의 조각상을 세우려던 계획이 취소되었다. 파치는 무덤의 기념물과 주택의 장식물 등 소규모 사설 작업을 맡으며 근근이 살아가고 있었다. 그는 시에나의 비앙키 부인에게 인도될, 조반니 두프레의 그리스도 성탄화 작업을 완료하였으나, 수임료를 받는 데 어려움을 겪었다.
1857년–1859년에, 단테 조각상을 마무리 지으려는 움직임이 있었으며 이번에는 피렌체에서였다. 애국주의자인 파치는 시라쿠사 백작 레오폴도 (나폴리 국왕의 형제)가 토스카나 대공 레오폴도 2세의 내무장관이 동행했었던 자신의 아틀리에를 방문했을 당시 불운한 기억을 회상했었다. 그때 피렌체를 방문한 시라쿠사 백작이 왜 단테가 짐승들에게 둘러싸여 있느냐 물었었다. 파치는 단테를 둘러싼 사자 조각상들을 오랜 기간 피렌체의 메디치 가문 상징인 '마르초코'로서 나타낸 것아라 알려주었다. 하지만, 독수리가 왜 합스부르크 왕조의 상징인 쌍두(雙頭)를 하고 있지 않냐고 물었을 때 (당시 토스카나 대공위는 합스부르크 가문이 차지하고 있었다), 파치는 이 독수리는 몰락한 로마 제국의 재에서 일어난 로마의 독수리라고 즉시 답하였다. 이와 함께 백작의 수행단은 그의 아틀리에를 떠났다. 이때가 산타 크로체 광장에 파치의 조각상이 세워지기 거의 10년 전에 있었던 일이었다.
이 조각상은 단테의 탄생 600주년을 기념해 1865년에 세워졌다. 조각상의 페데스탈은 루이지 델 사르토가 설계했다. 라벤나 출신의 조각가가 피렌체의 유명인 조각상을 만드는 것이 일부 불만을 야기하기도 했다. 피렌체와 라벤나는 단테의 유해 소유권을 두고 단테가 태어난 곳 또는 그가 망명 생활을 보낸 곳이라는 점에서 한동안 분쟁이 있었다. 이 조각상이 놓인 동명의 광장에 서 있는 산타 크로체 성당은 화려하게 장식되어 있으나 비어 있는 단테의 무덤이 있다.
페데스탈에는 단테의 단편 작품들의 명칭과 이 조각상의 비용에 기여를 한 여려 이탈리아 도시들의 상징들이 있는 방패를 든 '마르초코' 사자 조각상 네 개가 있다.
단테 조각상은 처음에는 광장 중심부에 설치되었다가 1966년 11월의 홍수가 일어난 뒤에 대성당의 파사드 옆 쪽으로 옮겨졌다.